# Оукгерст (Техас)
Оукгерст (англ. Oakhurst) — переписна місцевість (CDP) в США, в окрузі Сан-Джесінто штату Техас. Населення — 148 осіб (2020).

## Географія
Оукгерст розташований за координатами 30°44′24″ пн. ш. 95°18′41″ зх. д. / 30.74000° пн. ш. 95.31139° зх. д. (30.740077, -95.311354).  За даними Бюро перепису населення США в 2010 році переписна місцевість мала площу 4,01 км², з яких 4,00 км² — суходіл та 0,02 км² — водойми.

## Демографія
Згідно з переписом 2010 року, у переписній місцевості мешкали 233 особи в 86 домогосподарствах у складі 64 родин. Густота населення становила 58 осіб/км².  Було 102 помешкання (25/км²).
Расовий склад населення:
| - 84,1 % — білих - 13,3 % — чорних або афроамериканців - 1,7 % — осіб інших рас |

До двох чи більше рас належало 0,9 %. Частка іспаномовних становила 3,9 % від усіх жителів.
За віковим діапазоном населення розподілялося таким чином: 21,0 % — особи молодші 18 років, 60,5 % — особи у віці 18—64 років, 18,5 % — особи у віці 65 років та старші. Медіана віку мешканця становила 38,4 року. На 100 осіб жіночої статі у переписній місцевості припадало 109,9 чоловіків;  на 100 жінок у віці від 18 років та старших — 106,7 чоловіків також старших 18 років.
Цивільне працевлаштоване населення становило 211 осіб. Основні галузі зайнятості: освіта, охорона здоров'я та соціальна допомога — 74,4 %.